# Friedrich Heeren

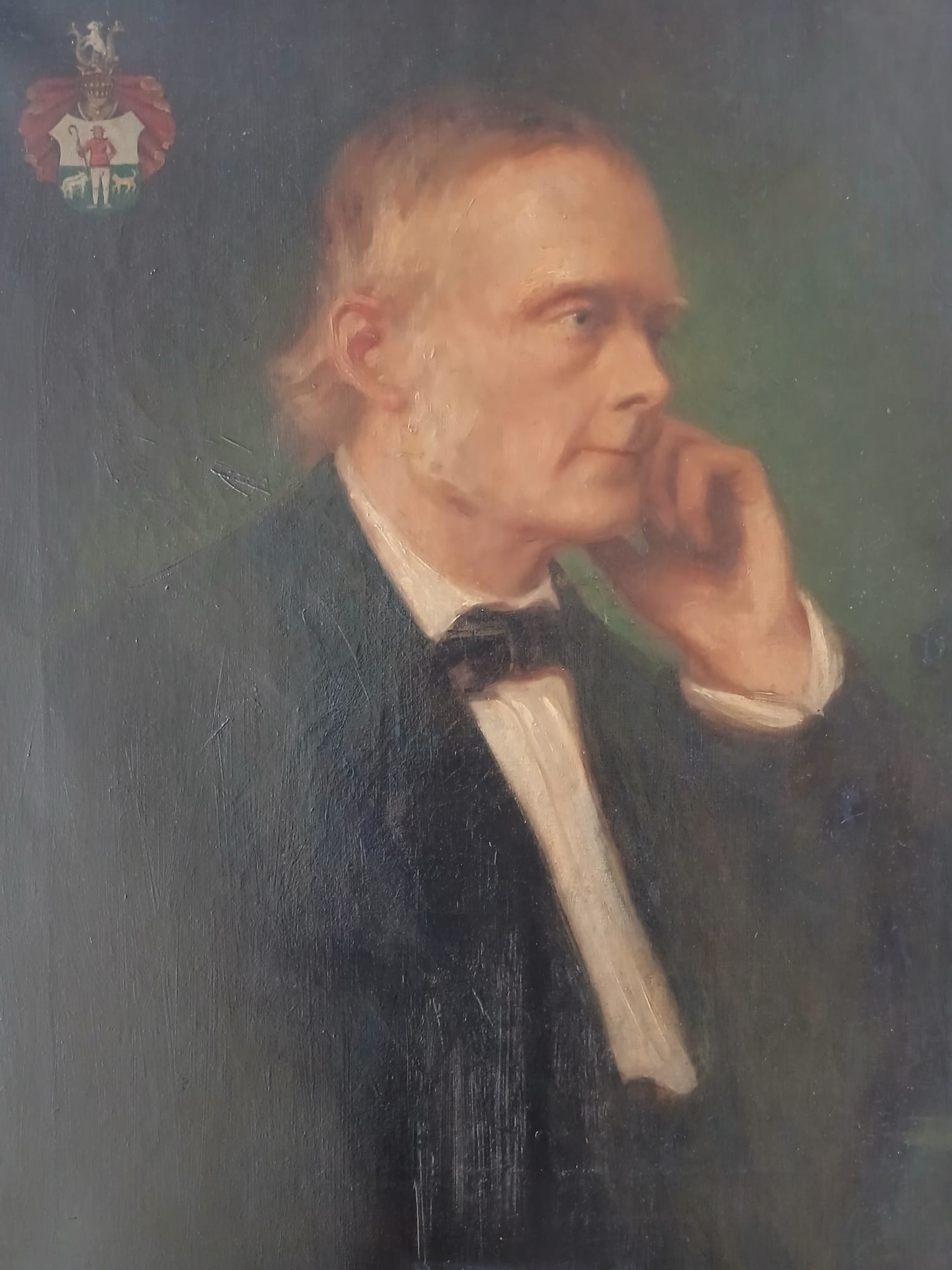
Friedrich Heeren (1880)

Friedrich Heeren (* 11. August 1803 in Hamburg; † 2. Mai 1885 in Hannover) war ein deutscher Chemiker.

## Leben

Schreiben des Gewerbe-Vereins für das Königreich Hannover, in dem eine sechswöchige Reise Heerens nach England angekündigt wird

Friedrich Heeren war ein Sohn des Kaufmanns Christoph Friedrich Heeren (* 2. Januar 1770 in Arbergen; † 7. Juli 1843 in Hamburg) und Enkel des evangelischen Geistlichen Heinrich Erhard Heeren (1728–1811).
Nach dem Besuch des Johanneums und des Akademischen Gymnasiums in Hamburg begann Heeren ein Studium der Chemie an der Universität Göttingen, welches er 1825 mit der Promotion abschloss. 1827 gründete er zusammen mit seinem Bruder eine Kerzenfabrik in Hamburg. 1831 wurde er Lehrer an der Polytechnischen Schule in Hannover. Dort unterrichtete er theoretische, praktische und technische Chemie sowie Physik und Mineralogie. Nebenamtlich war er von 1832 bis 1848 an der Chirurgischen Schule, von 1834 bis 1840 an der Militärakademie und von 1848 bis 1866 an der Kadettenanstalt als Lehrer tätig. 1843/44 erschien die erste Auflage des Technischen Wörterbuchs, welches er zusammen mit Karl Karmarsch verfasste. 1846 wurde er Ehrenbürger von Hannover, gemeinsam mit Karl Karmarsch, Heinrich Kirchweger und Moritz Rühlmann. Aus demselben Jahr existiert ein Schreiben der Direction des Gewerbe-Vereins für das Königreich Hannover, das eine sechswöchige Entsendung des Mitarbeiters Heeren nach England ankündigt „zur Erreichung gewerblicher Zwecke“.
1855 wurde Heeren zum Professor, 1876 zum Geheimen Regierungsrat ernannt. 1884 trat er in den Ruhestand. Er starb am 2. Mai 1885 im Alter von 81 Jahren. Er war Mitglied des Corps Saxonia Hannover.

## Ehrungen
- 1846 erhielt Friedrich Heeren die Ehrenbürgerschaft der Stadt Hannover
- 1929 wurde die Friedrich-Heeren-Straße in Hannover-List nach ihm benannt

## Schriften (Auswahl)
- De acido hyposulphurico commentatio. Göttingen 1826 (Digitalisat).
- Zusammenstellung technisch-statistischer Bemerkungen über die Industrie des Königreichs Belgien und die letztjährige Gewerbe-Ausstellung in Brüssel auf einer … im Herbste 1841 gemachten Reise in Belgien gesammelt.  In: Mittheilungen des Gewerbe-Vereins für das Königreich Hannover 28. Lieferung, 1842, S. 1 ff. (books.google.de). Auch separat Hannover 1842 (books.google.de).
- mit Karl Karmarsch: Technisches Wörterbuch oder Handbuch der Gewerbkunde in alphabetischer Ordnung. Bearbeitet nach Dr. Andrew Ure's Dictionary of Arts, Manufactures and Mines, 3 Bände, Prag 1843–1844.
  - 2., gänzlich neu bearbeitete Auflage, 3 Bände, Prag 1854–1857.
  - 3., ergänzte überarbeitete (Neu)Auflage: Friedrich Kick, Wilhelm Gintl: Karmarsch und Heeren’s technisches Wörterbuch. 11 Bände. Verlag der Bohemia, Prag 1876–1892.